# Liste des évêques de Civitate
Le diocèse de Civitate est un ancien diocèse italien dans les Pouilles avec siège à Civitate. Le diocèse est fondé au XIe siècle et est changé de nom en diocèse de San Severo en 1580, quand le siège est transféré à San Severo.

## Évêques de Civitate
- Amelgerio † (1061)
- Rogerio † (1071)
- Landolfo † (1092)
- Giovanni † (1144)
- Raimondo † (1148)
- Roberto † (1179)
- Donadio † (1254)
- Pietro † (1303/1304)
- Giovanni † (1310)
- Pietro † (1316)
- Ugo † (1318/1324)
- Lorenzo da Viterbo, O.P. † (1330 - vers 1340)
- Giovanni † (1347)
- Cristiano † (1347)
- Matteo † (1349 - ?)
- Raimondo † (1353)
- Matteo † (1360)
- Stefano † (? - 1367)
- Giovanni da Viterbo, O.P. † (1367 - ?)
- Giacomo Giovanni † (1372 - ?)
- Benedetto † (1380)
- Pietro † (1388 - 1401)
- Giovanni † (1401 - 1412)
  - Jacopo Minutolo † (1512 - 1425) (administrateur apostolique)
  - Jacopo Caracciolo † (1425 - 1439) (administrateur apostolique)
  - Diocèse uni avec Lucera (1439 - 1471)
- Stefano † (1471 - 1473)
- Giovanni † (1473 - ?)
- Antonio † (1477 - ?)
- Nicolò † (1478 - ?)
- Pietro † (1483 - ?)
- Gudiel de Cervatos † (1495)
- Tommaso da Nola, O.P. † (1501 - 1504)
- Pancrazio Rotondi † (1504 - 1504)
- Roberto Tibaldeschi † (1505 - ?)
- Antonio de Monte † (1517 - ?)
- Gaspare de Monte † (1545)
- Luca Gaurico † (1545 - 1550)
- Gerardo Rambaldi † (1550 - 1561)
- Francesco Alciati † (1561 - 1580)